# بيتر بيلينغ
بيتر بيلينغ (بالإنجليزية: Peter Billing)‏ هو لاعب كرة قدم بريطاني في مركز الدفاع، ولد في 24 أكتوبر 1964 في ليفربول في المملكة المتحدة. لعب مع بورت فايل وكوفنتري سيتي ونادي إيفرتون ونادي كرو ألكساندرا ونادي هارتلبول يونايتد ونورثويتش فيكتوريا.

## وصلات خارجية
- بيتر بيلينغ على موقع قاعدة بيانات كرة القدم.إي يو (الإنجليزية)
- بيتر بيلينغ على موقع Soccerbase.com (لاعب) (الإنجليزية)
- بيتر بيلينغ على موقع عالم كرة القدم.نت (الإنجليزية)